# Heinrich Altvater (Fußballspieler)
Heinrich Altvater (* 27. August 1902 in München; † 25. Februar 1994) war ein deutscher Fußballspieler.

## Karriere

### Vereine
Altvater gehörte von 1920 bis 1940 dem FC Wacker München als Linksaußen an und trug zur Glanzzeit des Vereins bei. In den vom Süddeutschen Fußball-Verband organisierten Meisterschaften bestritt er zunächst in der Kreisliga Südbayern, ab der Saison 1923/24 in der nicht in Kreisligen unterteilten, ab der Saison 1927/28 in der Gruppe Südbayern, in einer in zwei Gruppen aufgeteilten Bezirksliga Bayern, seine Punktspiele. Höhepunkt seiner Karriere waren die Erfolge, die er mit seiner Mannschaft im Jahr 1922 erzielte. Als Südbayrischer Meister, nach dem mit 8:3 gewonnenen Entscheidungsspiel gegen den SV 1860 München hervorgegangen, gewann er auch – mit seinem Mitspieler, dem ungarischen Nationalspieler Alfréd „Spezi“ Schaffer, 1918 und 1919 europäischer Rekordtorschütze und allgemein als der erste Fußballstar des Kontinents angesehen, der von 1921 bis 1922 dem Verein angehörte sowie den Nationalspielern Albert Eschenlohr und Eugen Kling – das am 14. Mai 1922 in Frankfurt am Main ausgetragene Finale gegen Borussia Neunkirchen mit 2:1 n. V., nachdem zuvor der VfR Mannheim mit 4:1 im Halbfinale bezwungen wurde. Damit als Teilnehmer an der Endrunde um die Deutsche Meisterschaft qualifiziert, drang er mit seiner Mannschaft bis ins Halbfinale vor, das am 4. Juni 1922 in Frankfurt am Main mit 0:4 gegen den Hamburger SV verloren wurde. Zuvor gewann der FC Wacker München das am 21. Mai 1922 in Karlsruhe mit 5:0 gegen die TG Arminia Bielefeld ausgetragene Viertelfinalspiel, in dem er nicht zum Einsatz gekommen war.
Von 1933 bis 1938 kam er in der Gauliga Bayern, in einer von zunächst 16, später auf 23 aufgestockten Gauligen zur Zeit des Nationalsozialismus als einheitlich höchste Spielklasse im Deutschen Reich zum Einsatz, danach – Abstieg bedingt – in der zweitklassigen Bezirksliga.

### Auswahl-/Nationalmannschaft
Als Spieler der Auswahlmannschaft des Süddeutschen Fußball-Verbandes bestritt er von 1921 bis 1925 sechs Spiele um den Bundespokal, dem Wettbewerb für Auswahlmannschaften der regionalen Verbände, bzw. um den Kampfspielpokal. Als seine Auswahlmannschaft mit den sieben Spielern der SpVgg Fürth (Theodor Lohrmann, Georg Wellhöfer, Hans Hagen, Hans Lang, Andreas Franz, Leonhard Seiderer) am 23. Juni 1922 mit 4:1 über die Auswahlmannschaft des Westdeutschen Spiel-Verbandes siegte, bildete er und sein Vereinsmitspieler, der Halblinke Fritz Nebauer, den linken Flügel. Das am 22. Februar 1925 in Hamburg erreichte Finale gegen die Auswahlmannschaft des Norddeutschen Fußball-Verbandes hingegen, in dem er mitwirkte, wurde mit 1:2 verloren. Der Sturm der Süddeutschen setzte sich dabei aus Karl Höger, Kurt Meißner, Sepp Herberger (alle drei vom VfR Mannheim), ihm und dem weiteren „Blaustern“, Nebauer, zusammen.
Für die A-Nationalmannschaft bestritt er einzig das am 26. März 1922 in Frankfurt am Main gegen die Schweizer Nationalmannschaft ausgetragene Länderspiel, das trotz einer 2:0-Führung nach 90 Minuten 2:2 endete. Das Ergebnis war möglicherweise dem Umstand geschuldet, dass seine Mannschaft ab der 62. Minute das Testspiel mit zehn Spielern beenden musste, da – ohne Auswechselspieler angereist – Torhüter Theodor Lohrmann durch Leonhard Seiderer ersetzt werden musste.

## Erfolge
- Kampfspiel-Sieger 1922
- Süddeutscher Meister 1922
- Bayerischer Meister 1922
- Südbayerischer Meister 1922

## Sonstiges
Der in München tätige städtische Angestellte wurde später zum Ehrenmitglied des FC Wacker München ernannt. Seine letzte Ruhestätte fand er auf dem Waldfriedhof in München.